# Lúcio Élio Lamia (cônsul em 3)
Lúcio Élio Lamia (em latim: Lucius Aelius Lamia; antes de 43 a.C.–33) foi um político e comandante militar romano da gente Élia eleito cônsul em 3 a.C. com Marco Servílio. Lamia era filho de Lúcio Élio Lamia, um fiel aliado de Cícero que foi pretor em 43 a.C., mas morreu antes de completar seu mandato.

## Carreira

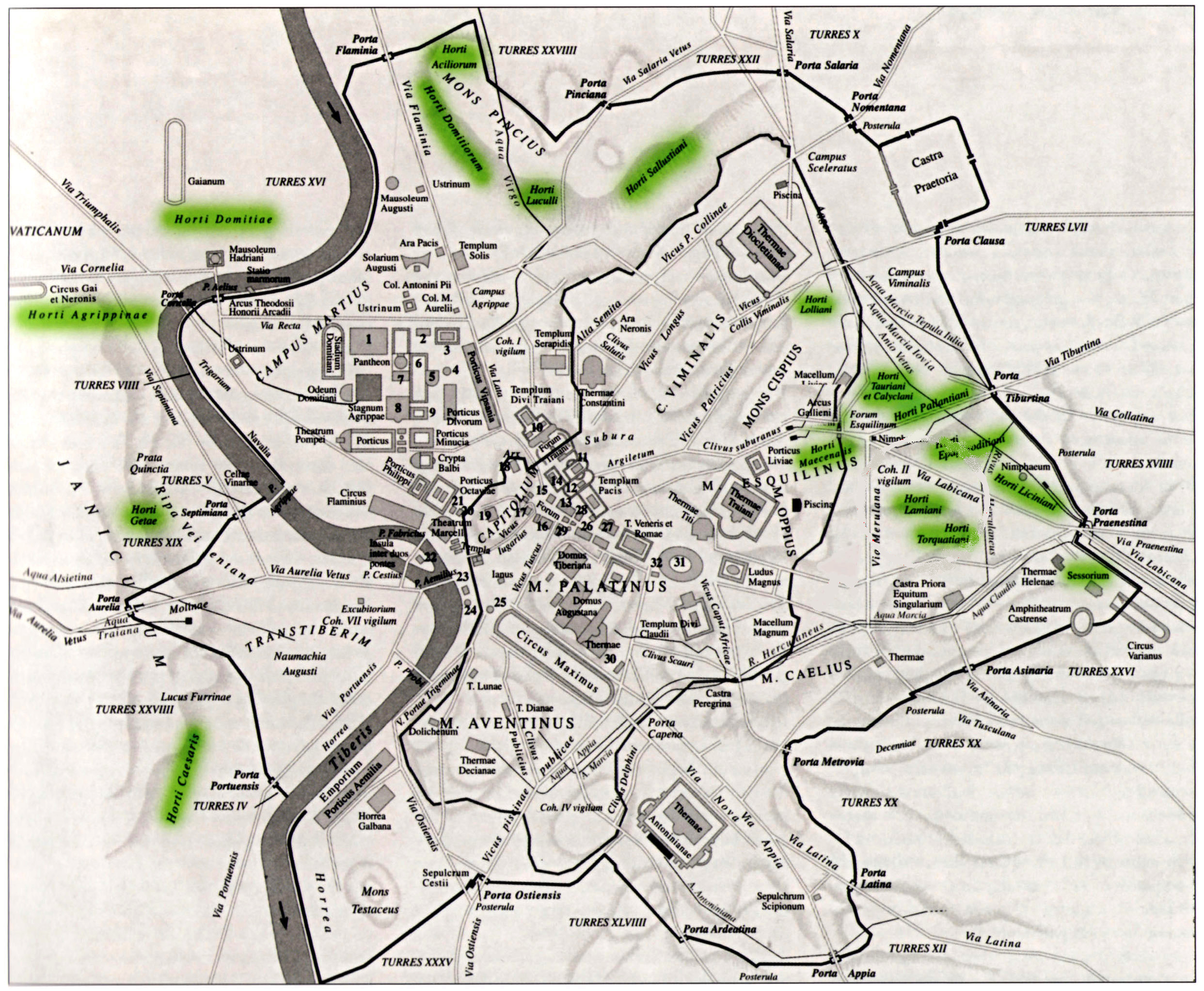
Localização do Horti Lamiani em Roma.

Lamia iniciou sua carreira como um dos triúnviros monetários. Ele também foi um dos quindecênviros dos fatos sagrados.
Depois de seu consulado, Lamia serviu como governador da Germânia entre 4 e 6 d.C. e da Panônia entre 10 e 11 e procônsul da África entre 15 e 16. Em 22, foi nomeado legado imperial na Síria por Tibério, mas o imperador o manteve em Roma e não chegou a assumir o posto. No último ano de sua vida, 33 a.C., estava servindo como prefeito urbano.
Lamia era amigo íntimo de Tibério e provavelmente foi a pedido dele que Lamia cedeu sua propriedade em Roma no Monte Esquilino, os Jardins Lamianos (Horti Lamiani).

## Família
A ligação de Lamia com os proeminentes Élios Tuberões (incluindo Élia Pecina, a segunda esposa de Cláudio) é desconhecida e é muito improvável que seu pai seja a mesma pessoa que Lúcio Élio Tuberão, cogitado como possível bisavô dela.
Tibério Pláucio Silvano Eliano, cônsul sufecto em 45 e 74, era seu filho.